# 솔샘역
솔샘역(松泉驛, Solsaem station)은 서울특별시 강북구 미아동에 위치한 서울 경전철 우이신설선의 지하철역이다.
북한산 언덕배기 자락에 있어서 주변 지형이 험하고 역사가 깊은 곳에 있는 것이 특징이다.

## 역사
- 2017년 3월 2일 : 솔샘역으로 역명 결정[1]
- 2017년 9월 2일 : 서울 경전철 우이신설선 개통과 함께 영업 개시

## 사건 사고
2018년 3월 17일에 이 역에서 신호장애가 발생해 전동차가 멈춰 1시간 40여 분간 운행이 중단되었다.

## 역 구조
2면 2선의 상대식 승강장을 갖추고 있으며, 스크린도어가 설치되어 있다.

### 승강장
| 삼양사거리 ↑   |
| \| 상          |
| ↓ 북한산보국문 |

| 상행 | ● 서울 경전철 우이신설선 | 북한산우이 방면 |
| 하행 | ● 서울 경전철 우이신설선 | 신설동 방면     |

## 역 주변
| 나가는 곳 | 방면                                                   |
| --------- | ------------------------------------------------------ |
| 1         | 서울삼각산초등학교 삼각산중학교 강북구보건소삼각산분소 |
| 2         | 솔샘문화정보센터 서울미양초등학교 미양고등학교         |

## 인접한 역
| 서울 경전철 우이신설선     | 서울 경전철 우이신설선   | 서울 경전철 우이신설선   |
| -------------------------- | ------------------------ | ------------------------ |
| 삼양사거리 북한산우이 방면 | ● 서울 경전철 우이신설선 | 북한산보국문 신설동 방면 |